# 대런 노리스
대런 노리스(Daran Norris, 1964년 11월 1일 ~ )는 미국의 배우, 성우이다.

## 출연 작품

### 영화
- 침실에서 (2001)
- 티미의 못말리는 무비: 티미가 커졌어요 (2011)
- 베로니카 마스 (2014)
- 더 킬러 (2023)

### 텔레비전
- MADtv (1995-96)
- 베커 (1999)
- 네드의 학교에서 살아남기 (2004-07)
- 베로니카 마스 (2004-07, 2019)
- 그라운디드 포 라이프 (2005)
- 벤 10: 과거로의 질주 (2007)
- 빅 타임 러쉬 (2009-13)
- 위기의 주부들 (2011)
- 도그 위드 어 블로그 (2015)
- 아이좀비 (2015-19)
- 더 리얼 오닐스 (2016)
- 썬더맨 (2018)

### 목소리 출연

#### 텔레비전
- 트랜스포머 프라임 (2011-13) - 넉 아웃 역